# مشارکت ایران در سرن
سازمان اروپایی پژوهش‌های هسته‌ای (سرن) و ایران از ابتدای دهه ۱۳۵۰ درصدد همکاری با یکدیگر بودند و نهایتاً در سال ۱۳۶۹ چند دانشمند از سرن در کنفرانس فیزیک نظری تهران شرکت کردند.
در سال ۱۳۷۹ موافقت رئیس وقت سرن برای برگزاری کارگاهی به منظور بررسی نحوه همکاری ایران با سرن جلب شد و در ادامه، تفاهم‌نامه‌ای با سرن امضا شد و مسئولیت ارتباط ایران با سرن به پژوهشگاه دانش‌های بنیادی محول شد.
همکاری ایران و سرن کماکان ادامه دارد و در این مدت علاوه بر ساخت تعدادی از قطعات مورد استفاده در برخورددهنده هادرونی بزرگ، سی‌اِم‌اِس و اِل‌اِچ‌سی، تعدادی دانشجو نیز جهت آزمایش‌ها و تکمیل پایان‌نامه‌ها به سرن اعزام شده‌اند.
همچنین نخبگان ایرانی در پروژه‌های سرن و تحقیق و توسعه آنها از جمله بوزون هیگز مشارکت داشته‌اند.